# Бобрик Другий (річка)
Бобрик Другий (біл. Бобрык 2-і) — річка в Петриковському та Житковицькому районах Гомельської області Білорусі, ліва притока Прип'яті (басейн Дніпра).

## Загальні дані
Довжина — 44 км, площа басейну — 710 км². Показник похилу (середній) річки — 0,4 ‰.